# Larbatache
Larbatache (în arabă الأربعطاش) este o comună din provincia Boumerdès, Algeria.
Populația comunei este de 19.356 de locuitori (2008).